# رابرت پوند
 رابرت پوند (انگلیسی: Robert Pound؛ زاده ۱۶ مهٔ ۱۹۱۹ درگذشته ۱۲ آوریل ۲۰۱۰) یک فیزیک‌دان اهل کانادا بود.